# Деларам
Деларам (англ. Delaram, пушту / перська : دلارام) — місто в північній частині провінції Німруз на півдні Афганістану. Великий транспортний центр із кількома основними дорогами, що сходяться в цьому районі, включаючи шосе Кандагар–Герат (частина кільцевої дороги), маршрут 515 до Фараха, маршрут 522 до Гулістану та маршрут 606 до Ірану. У райцентрі розташований великий базар.

## Історія
Спочатку Деларам був містом в окрузі Хаш Род у провінції Німруз, але в 2007 році був адміністративно переданий до провінції Фарах на короткий час як окремий район. Деларам переїхав до провінції Фарах після періоду насильства між МССБ і Талібаном, під час якого для відновлення порядку було залучено афганську прикордонну поліцію. Потім Деларам був переведений назад до провінції Німруз і залишився окремим районом Німруз.

## Клімат
Деларам має жаркий пустельний клімат (Köppen BWh), який характеризується невеликою кількістю опадів і великими коливаннями між літніми та зимовими температурами. Середня температура в Деларамі становить 18,9 °C, а середня річна кількість опадів становить 106 мм. Липень – найспекотніший місяць року із середньою температурою 31,9 °C. Найхолодніший місяць січень має середню температуру 6,1 °C.
| Клімат Деларам          | Клімат Деларам | Клімат Деларам | Клімат Деларам | Клімат Деларам | Клімат Деларам | Клімат Деларам | Клімат Деларам | Клімат Деларам | Клімат Деларам | Клімат Деларам | Клімат Деларам | Клімат Деларам | Клімат Деларам |
| Показник                | Січ.           | Лют.           | Бер.           | Квіт.          | Трав.          | Черв.          | Лип.           | Серп.          | Вер.           | Жовт.          | Лист.          | Груд.          |                |
| Середній максимум, °C   | 13,2           | 15,9           | 22,4           | 27,7           | 33,9           | 39,4           | 40,8           | 39,2           | 34,5           | 28,4           | 20,9           | 15,3           |                |
| Середня температура, °C | 6,1            | 8,8            | 14,8           | 19,6           | 25,1           | 30,0           | 31,9           | 29,7           | 24,4           | 18,4           | 11,5           | 7,1            |                |
| Середній мінімум, °C    | −1             | 1,7            | 7,2            | 11,6           | 16,3           | 20,6           | 23,0           | 20,2           | 14,4           | 8,5            | 2,2            | −1             |                |
| ----------------------- | -------------- | -------------- | -------------- | -------------- | -------------- | -------------- | -------------- | -------------- | -------------- | -------------- | -------------- | -------------- | -------------- |

## Військова база США Деларам
Передова оперативна база Деларам з елементами 215-го корпусу ANA та морською піхотою США була розташована поблизу міста Деларам.

## Маршрут 606: шосе Деларам-Зарандж
Шосе Деларам–Зарандж, також відоме як Маршрут 606, — це двосмугова дорога довжиною 217 км або 135 миль, побудована Індією в Афганістані, яка з’єднує Деларам у провінції Фарах із Заранджом у сусідній провінції Німруз поблизу кордону з Іраном. З’єднує афгансько-іранський кордон із шосе Кандагар–Герат у Деларамі, яке забезпечує сполучення з іншими великими містами Афганістану через A1, у тому числі із запланованою в Індії гірничопромисловою концесією Хаджигак. Маршрут 606 скорочує час у дорозі між Деларамом і Заранджом із попередніх 12–14 годин до лише 2 годин. У травні 2016 року Індія та Іран підписали угоду про підключення до порту Чабахар залізничним та автомобільним сполученням.